# Thiers-sur-Thève
Thiers-sur-Thève è un comune francese di 1 151 abitanti situato nel dipartimento dell'Oise della regione dell'Alta Francia.

## Società

### Evoluzione demografica
Abitanti censiti